# Kosztur (Kriva Palanka)
Kosztur (macedónul: Костур) település Észak-Macedóniában, a Északkeleti körzetben, Kriva Palanka községben.

## Népesség
| Lakosok száma | 178  | 225  | 190  | 150  | 107  | 75   | 67   | 38   | 16   |
|               | 1948 | 1953 | 1961 | 1971 | 1981 | 1991 | 1994 | 2002 | 2021 |

- 2002-ben 38 lakosa volt, akik mindannyian macedónok.